# Qingryllus
Qingryllus is een geslacht van rechtvleugeligen uit de familie krekels (Gryllidae). De wetenschappelijke naam van dit geslacht is voor het eerst geldig gepubliceerd in 1995 door Chen & Zheng.

## Soorten
Het geslacht Qingryllus  is monotypisch en omvat slechts de volgende soort:
- Qingryllus striofemorus (Chen & Zheng, 1995)